# Blake Stone: Aliens of Gold
Blake Stone: Aliens of Gold es un shooter en primera persona creado por JAM Productions y publicado por Apogee Software. Utiliza el motor gráfico de Wolfenstein 3D, al cual le añade muchas características tales como texturas de suelo y techo. La versión shareware del juego fue publicado el 3 de diciembre de 1993. Con la versión registrada de Blake Stone se incluía un cómic ("Blake Stone Adventure"), el cual funcionaba como introducción al juego. En 1994 se publica Blake Stone: Planet Strike, una secuela continuación directa del primer título.

## Argumento
La historia se origina en el año 2140. Robert Wills Stone III (más conocido como Blake Stone) es un agente de la Inteligencia Británica reclutado luego de una exitosa carrera en el ejército marino británico.
Su caso más importante es investigar y eliminar la amenaza del Dr. Pyrus Goldfire, un brillante científico en las áreas de genética y biología, conocido por su falta de respeto absoluta de la ética profesional. Respaldado por su organización, STAR, el Dr. Goldfire planea conquistar la tierra y esclavizar a la humanidad usando un ejército de humanos conscriptos especialmente entrenados, distintas especies de aliens y una serie de mutantes alterados con ingeniería genética.
El agente Stone es enviado en una misión para acabar con las seis principales instalaciones de STAR y destruir la armada de Goldfire antes de que estos realicen su invasión a la tierra.

## Modo de juego
El modo de juego de Aliens of Gold es muy similar a Wolfenstein 3D. Áreas jugables de un solo nivel, paredes ortogonales y texturas en suelos y techos. Los niveles incluyen puertas bloqueadas que pueden abrirse con tarjetas de cuatro colores (dorado, verde, amarillo y azul) además de las tarjetas rojas de acceso para ingresar a nuevos niveles, puertas de sentido único, habitaciones secretas accesibles a través de bloques de pared movibles y teletransportadores que llevan instantáneamente al jugador a otra ubicación dentro del nivel(uno de ellos a un nivel secreto del episodio) en cuanto al armamento, se dispone de cinco armas en total.
El Dr. Goldfire aparece periódicamente en ciertos sectores y atacará a Stone. Luego de asestarle unos disparos, activará un teletransportador en su reloj escapando. Los enemigos conscriptos tienen la habilidad de recoger munición cuando quedan sin ella.
Existen varios dispensadores de comida dispersos en cada nivel, en los que el jugador puede gastar fichas para comprar alimento que recarga la salud de Stone. Además existen científicos no hostiles "informantes" que proporcionan información, munición y fichas cuando se les habla. Los científicos hostiles lucen exactamente igual por lo tanto al hablarles o disparar en su dirección, éstos atacarán.
En cada nivel el jugador puede obtener bonificaciones de puntaje acabando con todos los enemigos("Aliens de plasma" enemigos, tanto los que aparecen repetidamente desde enchufes eléctricos, como los que no, no son considerados en la bonificación.), obteniendo todos los puntos y dejando con vida a todos los informantes, El puntaje total es afectado por los primeras dos bonificaciones, la bonificación del total de informantes con vida solo puede ser obtenida luego de obtener las dos anteriores. La clasificación de nivel es afectada por las bonificaciones mencionadas anteriormente. La clasificación de misión es afectada por las clasificaciones de los niveles 1 al 9. La muerte de algún informante disminuye la clasificaciones de nivel y misión.

## Estructura de niveles
El juego consta de seis episodios, cada uno de ellos con 11 niveles, 9 titulares y 2 secretos. El elevador principal se mueve entre los niveles 1 y 10 y es el único medio para moverse entre ellos. El objetivo de cada nivel desde el 1 al 8 es obtener la tarjeta roja y usarla para desbloquear el siguiente nivel, la eliminación de todos los enemigos, secretos y tesoros obtenidos e informantes con vida, son solo objetivos adicionales que proveen bonificaciones sobre el puntaje y clasificaciones generales. El jugador puede tomar el elevador para volver a niveles anteriores para eliminar a cualquier enemigo restante o encontrar tesoros que no hayan sido encontrados anteriormente.
En el nivel 9 de cada episodio, al derrotar al Dr. Goldfire(quien en ese momento es más fuerte de lo normal) deja caer una tarjeta dorada la cual es utilizada para desbloquear el camino hacia el enemigo final quien posee otra tarjeta dorada para la salida del nivel y el fin del episodio.
Los niveles secretos existentes en cada episodio corresponden a los niveles 0 y 10. El nivel 0 solo puede ser accesado a través de un teletransportador ubicado en alguno de los niveles del episodio mientras que el nivel 10 es accedido directamente desde el elevador principal, sin embargo requiere ser desbloqueado por una tarjeta roja oculta normalmente en los últimos niveles. Estos niveles no poseen objetivos especiales, su propósito es aumentar el puntaje del jugador.

## Enemigos
Guardia de seguridad: Es el más débil del juego y el primer enemigo en aparecer en el juego junto con los científicos hostiles, están equipados con una pistola y poseen baja resistencia.
Científico hostil: Luce exactamente igual que los informantes por lo que se debe tomar precaución al intentar hablarle ya que esto causará que comience a atacar. Al igual que los guardias, está equipado con una pistola pero es más rápido al momento de atacar y moverse.
Centinela STAR: Equipado con un rifle de asalto y con una resistencia mayor. Es un enemigo que puede causar problemas en lugares pequeños y, si no se dispone del armamento adecuado, lo más conveniente es evitar confrontarlos de cerca.
Soldado STAR: También equipado con un rifle de asalto y con una resistencia y puntería superiores a los otros soldados. Éste es un enemigo que causará problemas en todo momento, especialmente porque es capaz de simular su muerte lanzándose al piso sin moverse hasta que el jugador se aleje o voltee; en ese estado no es posible eliminarlo.
Transportes de material volátil: No son propiamente enemigos, pero computan como enemigos a destruir en los objetivos de puntuación en la misión. Son sacos atados a un hilo en el techo, algunos de ellos se encuentran en rincones, mientras que otros se desplazan lentamente por pasillos anchos. Al destruirlos, se genera una pequeña explosión que causa daños a todo el que se encuentre cerca y, en ocasiones, al explotar, derraman sustancia tóxica que puede dañar al jugador si éste la pisa.
Mutantes: Son creaciones genéticas a partir del genoma humano. Se pueden encontrar humanoides mutantes de gran tamaño; también guardias mutados, en ocasiones tumbados sobre camillas ensangrentadas. Poseen una resistencia media y están equipados con pistolas.
Robots: Son máquinas construidas por STAR programadas especialmente para destruir a cualquier intruso que se infiltre en las instalaciones. Pueden encontrarse robots centinelas, torretas robot blindadas en el techo y esferas flotantes que perseguirán a Stone explotando al hacer contacto y causando bastante daño.
Alienígenas: Son criaturas alteradas genéticamente para obedecer al Dr. Goldfire. Poseen una resistencia media y movimientos lentos, por lo que pueden ser eliminados con cualquier arma, pueden observarse distintos tipos de criaturas; todas ellas poseen dos tipos de ataques: lanzan bolas de energía a larga distancia y utilizan ataques de cuerpo a cuerpo.
Aliens líquidos: Estas criaturas se presentan en forma de charcos que se desplazan hacia el jugador; normalmente aparecen en lugares húmedos y con goteras, aunque también pueden encontrarse en otras zonas. No pueden atacar en este estado, pero tampoco pueden ser atacados. Cuando el jugador se da la vuelta o gira, estos aliens se expanden hacia arriba adoptando una forma tentacular y disparando burbujas; solo en ese estado es posible eliminarlos.
Aliens de plasma: Son entes hechos completamente de plasma y se presentan en forma de bolas flotantes que rebotan por las paredes y se lanzan directamente electrocutando al jugador o de formas irregulares que lanzan rayos de plasma para atacar; probablemente este último sea el enemigo más odiado del juego, ya que en varios niveles es generado desde especies de enchufes eléctricos desde los cuales se generan infinitamente.

## Armas
Auto Charge Pistol: Es el arma más débil del juego y con la que el jugador comienza, al ser de carga automática, posee munición infinita y a pesar de su baja potencia, puede ser fácilmente utilizada para derrotar a los enemigos más débiles, ya que es de disparo silenciado.
Slow Fire Protector: Es la primera arma básica obtenible del juego y posee un disparo más rápido y efectivo que la pistola de autocarga, generalmente es obtenida de guardias o mutantes.
Rapid Assault Weapon
Su diseño se describe como un rifle de asalto moderno, posee un disparo bastante más rápido y certero que la pistola y es bastánte efectivo contra los enemigos como guardias y alienígenas, puede ser obtenida tras eliminar a un centinela STAR o un soldado STAR.
Dual Neutron Disruptor:
Es una especie de ametralladora de dos cañones, muy poderosa y la preferida de muchos jugadores para ser usada durante el juego, ningún enemigo utiliza ésta arma por lo que solo puede ser obtenida en habitaciones secretas o protegidas por varios enemigos. Tanto ésta arma como el Rapid Assault Weapon son las únicas efectivas contra las torretas robot ubicadas por los techos de varios niveles del juego.
Plasma Discharge Unit:
Es el arma más poderosa del juego. También nombrada por muchos como "Lanzagranadas" arroja una especie de bola de plasma anaranjada que genera una pequeña explosión al contacto con los enemigos o el suelo, por lo que puede dañar a los enemigos aunque no sean impactados directamente, utiliza 4% de munición por disparo, por lo que ésta se gasta con mayor rapidez al usarla.

## Ventas
id Software lanzó Doom una semana después de que Apogee lanzara Blake Stone, lo que rápidamente llamó la atención de la gente, opacando a Blake Stone y generando una gran caída en las ventas luego del éxito inicial.